# Lac Selja
Le lac Selja (en estonien : Seljajärv) est un lac situé dans le Nord-Est de l'Estonie, sur le territoire de la commune de Rakke, à 500 m du centre de Koluvere.

## Présentation
D'une superficie de 2,2 hectares, il s'étend en partie sur le site d'une ancienne sablière, aux pieds de la chaîne de Pandivere, à la frontière entre le comté de Viru-Ouest et celui de Jõgeva.
C'est un lieu de baignade populaire en été.

## Source
- (et) Cet article est partiellement ou en totalité issu de l’article de Wikipédia en estonien intitulé « Selja järv » (voir la liste des auteurs).